# Chameleon karrojský
Chameleon karrojský, Bradypodion karrooicum, je malý druh chameleona z jižní Afriky. V Úmluvě o mezinárodním obchodu s ohroženými druhy volně žijících živočichů a rostlin je tento druh zařazen do přílohy II.
Má válcovité, jen lehce bočně zploštělé tělo s velkou hlavou. Tlama je široká a velké oči se stejně jako u ostatních chameleonů pohybují nezávisle jedno na druhém. Přilba na hlavě je v týle jen lehce vyvýšená, hřbetní i hrdelní hřeben je velmi dobře vyvinutý. Šupiny na těle jsou velikostí nepravidelné, některé jsou výrazně větší než šupiny okolní. Silné nohy mají prsty srostlé v klíšťky, které jsou na hrudních končetinách tvořeny třemi vnějšími a dvěma vnitřními prsty, na pánevních končetinách je tomu naopak. Prsty jsou opatřené dobře utvářenými drápy. Ocas je dlouhý a ovíjivý. Obě pohlaví dorůstají délky asi 14 cm. Chameleon karrojský je zbarvený v odstínech hnědé a šedé barvy.
Tento druh je endemit Jihoafrické republiky, vyskytuje se ve vnitrozemí v Kapsku v polopouštní oblasti Karoo, kde žije v křovinách i na osamoceně stojících stromech. Samec se samici dvoří kývavými pohyby. Je to vejcoživorodý druh, asi za čtyři měsíce po spáření samice rodí 4-12 mláďat, která jsou obalena průhlednými, blanitými plodovými obaly. Bezprostředně po porodu se mladí chameleoni z obalů uvolňují a jsou ihned samostatní.

## Chov
Chameleona karrojského je možno chovat v páru v  pouštním teráriu, které má minimální rozměry 30x30x30 cm. Boční stěny je vhodné polepit pískem a vnitřek terária je třeba vybavit větvemi a rostlinami ke šplhání. Je nutné vytápět na teplotu 25-28 °C, s nočním poklesem o 6 °C. V zajetí se chameleon karrojský napájí pipetou a je krmen především cvrčky vhodné velikosti, lze mu nabízet též sarančata, šváby, pavouky, octomilky, mouchy a jiný přiměřeně velký hmyz.